# Ángel Gaspar
Ángel Jocsan Gaspar Hernández (sinh ngày 24 tháng 4 năm 1994) là một cầu thủ bóng đá người México hiện tại thi đấu cho Club Atlas ở Guadalajara, México.